# Egidio Miragoli
Egidio Miragoli (Pandino, 20 luglio 1955) è un vescovo cattolico italiano, dal 29 settembre 2017 vescovo di Mondovì.

## Biografia
Nasce a Gradella, frazione di Pandino, in provincia di Cremona e diocesi di Lodi, il 20 luglio 1955.

### Formazione e ministero sacerdotale
Dopo aver compiuto gli studi presso il seminario diocesano di Lodi, frequenta la Pontificia Università Gregoriana a Roma, dove consegue il dottorato in diritto canonico.
Il 23 giugno 1979 è ordinato presbitero dal vescovo Paolo Magnani, di cui è segretario.
Dal 1982 fino alla nomina episcopale è docente di diritto canonico negli studi teologici riuniti di Crema-Cremona-Lodi-Vigevano. Ricopre, inoltre, dal 1985 l'incarico di difensore del vincolo presso il tribunale diocesano, mentre dal 1988 quello di promotore di giustizia; lascia questi due incarichi nel 2003; dal 2007 è giudice del tribunale ecclesiastico regionale lombardo.
Nel 1994 è nominato parroco della chiesa di Santa Francesca Saverio Cabrini a Lodi.

### Ministero episcopale

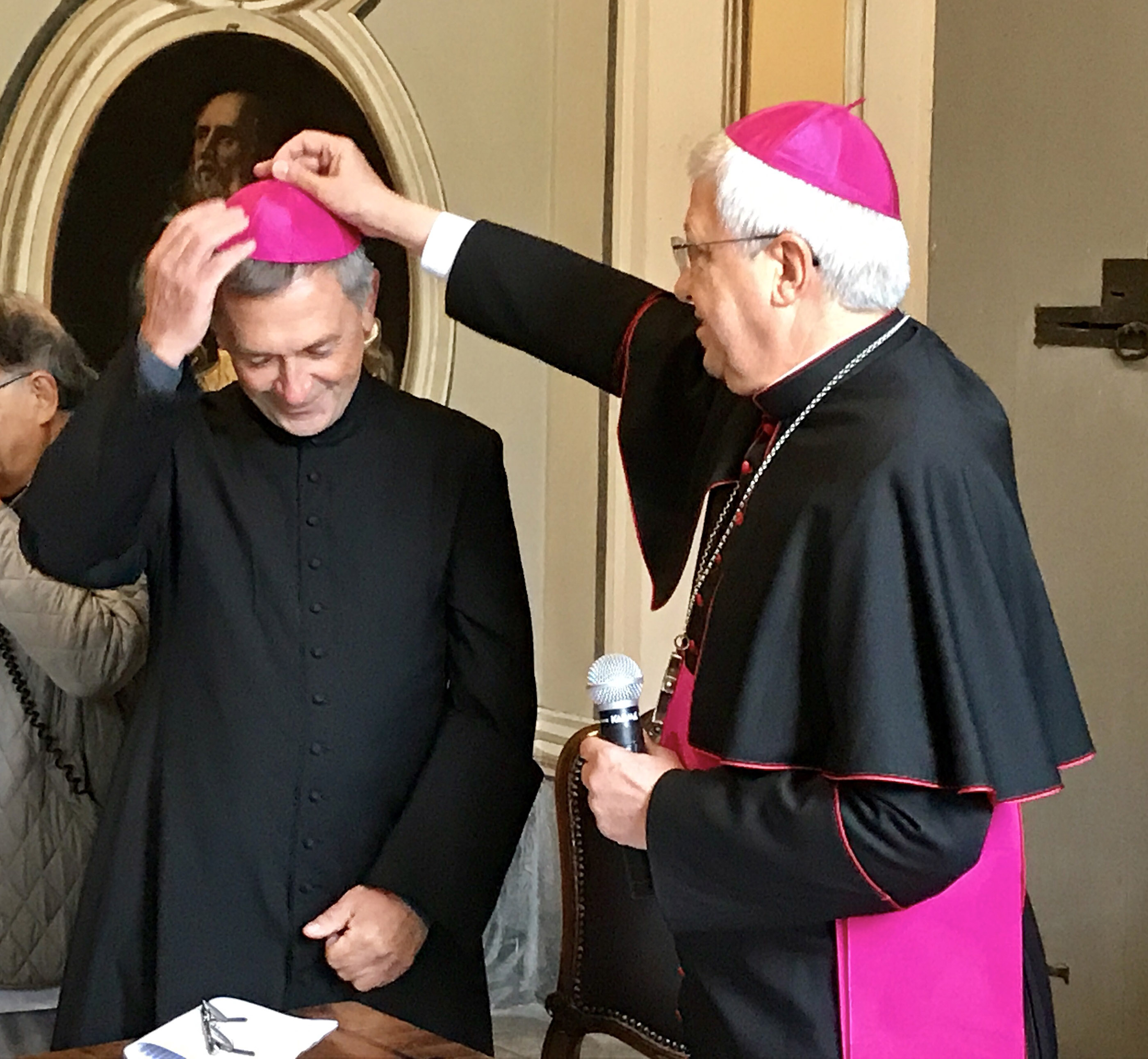
Mons. Miragoli riceve lo zucchetto da mons. Maurizio Malvestiti il 29 settembre 2017.

Il 29 settembre 2017 papa Francesco lo nomina vescovo di Mondovì; succede a Luciano Pacomio, dimessosi per raggiunti limiti di età. L'11 novembre successivo riceve l'ordinazione episcopale, nella cattedrale lodigiana, dal vescovo di Lodi Maurizio Malvestiti, co-consacranti Luciano Pacomio, suo predecessore a Mondovì, e Paolo Magnani, vescovo emerito di Treviso. L'8 dicembre prende possesso canonico della diocesi.
Nel maggio 2021 riceve dallo stesso pontefice l'incarico di visitatore presso la Congregazione per il clero.
È membro del Collegio per l'esame dei ricorsi in materia di delicta reservata, istituito presso la Congregazione per la dottrina della fede, dal 29 luglio 2019, e del Supremo tribunale della Segnatura apostolica, dal 21 giugno 2021.
Il 5 ottobre 2022 è eletto segretario della Conferenza episcopale piemontese.

## Genealogia episcopale
La genealogia episcopale è:
- Cardinale Scipione Rebiba
- Cardinale Giulio Antonio Santori
- Cardinale Girolamo Bernerio, O.P.
- Arcivescovo Galeazzo Sanvitale
- Cardinale Ludovico Ludovisi
- Cardinale Luigi Caetani
- Cardinale Ulderico Carpegna
- Cardinale Paluzzo Paluzzi Altieri degli Albertoni
- Papa Benedetto XIII
- Papa Benedetto XIV
- Papa Clemente XIII
- Cardinale Marcantonio Colonna
- Cardinale Giacinto Sigismondo Gerdil, B.
- Cardinale Giulio Maria della Somaglia
- Cardinale Carlo Odescalchi, S.I.
- Vescovo Eugène de Mazenod, O.M.I.
- Cardinale Joseph Hippolyte Guibert, O.M.I.
- Cardinale François-Marie-Benjamin Richard
- Cardinale Pietro Gasparri
- Cardinale Clemente Micara
- Cardinale Antonio Samorè
- Cardinale Angelo Sodano
- Cardinale Leonardo Sandri
- Vescovo Maurizio Malvestiti
- Vescovo Egidio Miragoli

## Opere
- Il sacramento della penitenza. Il ministero del confessore: indicazioni canoniche e pastorali, curatela. Milano, Àncora Editrice, 1999, ISBN 88-7610-764-9.
- Il Consiglio pastorale diocesano secondo il Concilio e la sua attuazione nelle diocesi lombarde, tesi di dottorato, Roma, Pontificia università gregoriana, 2000, ISBN 88-7652-855-5.